# Sara Dylan
Sara Dylan, nata Shirley Marlin Noznisky o Novoletsky (Wilmington, 25 ottobre 1939), è un'attrice e modella statunitense, nota per essere stata la prima moglie del cantautore Bob Dylan. È conosciuta anche con il nome di Sara Lownds, dal nome del suo primo marito, il fotografo di periodici Hans Lownds. È stata sposata con Dylan dal novembre 1965 al giugno 1977 e dalla loro unione è nato il cantante Jakob Dylan. Figura nel cast del film del 1978 Renaldo and Clara, girato sulla tournée della Rolling Thunder Revue dell'autunno 1975.

## Biografia

### Primi anni
Poco si sa riguardo alla famiglia di Sara Dylan e ai suoi primi anni di vita eccetto che il suo nome di battesimo era Shirley Nozinsky (o, secondo Beatty Zimmerman, madre di Bob Dylan, Novoletsky) e che era nativa di Wilmington, Delaware, dove aveva visto la luce il 25 ottobre 1939 da Bessie ed Isaac Nozinsky, un immigrato ebreo della Bielorussia.
Quando Shirley era ancora una bambina, la madre Bessie rimase vittima di un ictus e la sua prozia Esther venne ad accudire la famiglia. Secondo Al Aronowitz - giornalista e amico intimo di Dylan fin dagli inizi dell'attività del cantante al Greenwich Village, il padre di Sara era un rigattiere che commerciava in cascame e che rimase ferito a morte nel 1956 durante un tentativo di rapina. La madre morì circa cinque anni dopo.
Da giovane, Sara ha lavorato come fotomodella e Coniglietta in un Playboy-Club. Ha posato anche per il magazine Time.
Ha cambiato il suo nome da Shirley a Sara per volere del primo marito. Secondo quanto riferito in tempi successivi da Peter Lownds, figlio di un precedente matrimonio, Lownds pretese il cambio del nome poiché, spiegò, non poteva essere sposato con una donna di nome Shirley.

### Il matrimonio con Dylan
Secondo Peter Lownds, all'epoca suo figliastro, Sara incontrò Dylan al Greenwich Village di New York verso la fine del 1962 mentre guidava tra le viuzze del sobborgo a bordo della sua auto sportiva MG.
Fu questo incontro a causare la rottura del suo matrimonio con Hans Lownds. Sara non conosceva la musica di Bob e sapeva solo vagamente chi lui fosse all'interno della scena folk newyorkese. Fu Sara a presentare Dylan ed il suo manager Albert Grossman (della cui moglie, Sally, lei era amica) a D. A. Pennebaker, il regista poi autore del film Dont Look Back. A detta di Aronowitz, poco dopo l'incontro di Sara con Dylan, il cantautore gli disse di essere intenzionato a sposarla.
Sara e Bob cominciarono a frequentarsi con continuità dagli ultimi mesi del 1964 andando a vivere in stanze separate al Chelsea Hotel di New York per poter stare maggiormente uno accanto all'altra.
Dylan, tuttavia, mantenne nel frattempo un'amicizia particolarmente romantica con Joan Baez e con la modella ed attrice Edie Sedgwick, cosa che probabilmente si protrasse anche dopo il matrimonio dei due. Le nozze furono celebrate in forma pressoché segreta il 22 novembre 1965, durante un'interruzione del tour di quell'autunno. La cerimonia ebbe luogo sotto un albero di quercia nel giardino di un giudice di pace a Long Island, presenti soltanto il manager Grossman e una damigella d'onore di Sara che fungeva da testimone.
Fino a quando la notizia non uscì in qualche modo sulla stampa (la giornalista Nora Ephron per prima la pubblicò sul New York Post a febbraio 1966 sotto il titolo Silenzio! Bob Dylan è sposato), il matrimonio fu tenuto nascosto a lungo persino agli amici più intimi di Dylan rispetto ai quali tacque, se non negò, l'evento.
Durante il periodo di matrimonio, la coppia ha avuto tre figli ed una figlia: Jesse, Anna, Samuel e Jakob. Jakob, il più giovane dei fratelli, è diventato poi il cantante del gruppo musicale The Wallflowers. Bob ha adottato la figlia di primo letto di Sara, Maria, che ha acquisito il cognome familiare comune di Dylan, sebbene sia l'unica della famiglia a non essere consanguinea.
In accordo con quanto ha scritto il biografo Howard Sounes, i Dylan istituirono un fondo per le necessità dei figli, facendo in maniera che non avessero mai a lavorare, eccetto che se avessero desiderato farlo.
Conoscenti e familiari hanno descritto sempre Sara come una buona ed amorevole madre. L'unico suo impegno professionale, una volta sposato Dylan, fu quello di seguirlo sul set del film Renaldo and Clara, in cui ricopriva il ruolo di Clara, filmato durante la tournée della Rolling Thunder Revue fra l'autunno 1975 e la primavera del 1976.

### La crisi e il divorzio
Il matrimonio fra Sara e Bob iniziò a deteriorarsi verso l'aprile 1974 quando il cantante iniziò a frequentare Norman Raeban, 73 anni, artista di origine russa, già pugile e, secondo Dylan, intimo amico di Chaïm Soutine, Picasso e Modigliani. I metodi di insegnamento ai corsi d'arte di Raeban mutarono radicalmente il modo di pensare di Dylan e lo stesso cantante ha avuto modo di confermare che da quell'incontro le cose con Sara non andarono più per il verso giusto e che lei non era più in grado di capirlo e comprendere le sue aspettative. La soluzione inevitabile fu quella di giungere a un divorzio, sentenziato il 29 giugno 1977. Le tensioni fra i due ormai ex-coniugi tuttavia si protrassero ancora per diversi anni anche se non mancò un tentativo di recupero fra i due, fino a far pensare nel 1983 alla possibilità di nuove nozze.
Un'immagine fotografica di Bob scattata da Sara a Gerusalemme durante il bar mitzvah del figlio, intorno al 1982, è stato in seguito utilizzata come foto di copertina dell'album discografico Infidels.
Nella sua autobiografia del 2004 Chronicles - Volume 1, Bob cita Sara come one of the loveliest creatures in the world of women, ovvero una delle più amabili creature del mondo femminile.

## Riferimenti nelle canzoni di Bob Dylan
Sara Dylan è considerata una musa ispiratrice di Bob Dylan e ha ispirato diverse sue canzoni. In due di esse il riferimento è esplicito: la prima è Sad Eyed Lady of the Lowlands (dall'album Blonde on Blonde), e la seconda è l'eponimo Sara (dall'album del 1976 Desire). Questa canzone costituisce un evidente tentativo di riconciliazione con Sara dopo la loro prima separazione del 1975. Recita ad un certo punto il testo:
Dove la Signora delle Lowlands dagli occhi tristi figura centrale della canzone composta in una stanza d'albergo - segnatamente del Chelsea Hotel di New York City - era evidentemente Sara.
Il disco del 1975 di Dylan Blood on the Tracks fu pure fortemente influenzato da un'ispirazione dovuta a Sara. L'album fu registrato poco dopo la prima separazione e il biografo di Dylan Clinton Heylin ha convenuto che l'influenza che Sara ebbe sulle liriche di quel disco è stata probabilmente enfatizzata oltre misura. Lo stesso Dylan del resto ha sempre negato all'epoca ogni contenuto autobiografico dell'album Blood on the Tracks, anche se il testo Idiot Wind pare accennare propria alla sua vicenda personale con Sara
In ogni caso, il figlio della coppia Jakob è consapevole che le canzoni parlano per i suoi genitori. Ancora Clinton Heylin ha aggiunto che intorno al 1977, Dylan ha scritto un intero album con canzoni almeno parzialmente ispirate dalla conclusione del suo matrimonio con Sara, ma che le canzoni sono state suonate in circostanze private, magari davanti agli amici più intimi, né quindi sono mai state registrate o tantomeno eseguite in concerto.
In aggiunta a Blonde on Blonde, Blood on the Tracks e Desire, taluni critici hanno ravvisato tracce dell'amore di Dylan e Sara in altre canzoni contenute in album come Bringing It All Back Home, Nashville Skyline, New Morning, Planet Waves Street Legal. In particolare, le canzoni fonte di ispirazione per Dylan sono: Isis, We Better Talk This Over, Abandoned Love, Down Along The Cove, Wedding Song, On A Night Like This, Something There Is About You, I'll Be Your Baby Tonight, To Be Alone With You, If Not For You, Where Are You Tonight? (Journey Through Dark Heat) e Love Minus Zero/No Limit.

## Nella cultura pop
Un resoconto su base di finzione della storia matrimoniale di Sara e Bob Dylan è raccontata nel film biopic sul cantautore Io non sono qui, segnatamente nel segmento che vede protagonisti l'attore Heath Ledger e Charlotte Gainsbourg nella parte di Sara Dylan.